# Nizo Neto
Nizo Neto, de son vrai nom Francisco Anízio de Oliveira Paula Neto, né à Rio de Janeiro le 27 avril 1964, est un acteur et un doubleur de cinéma, de télévision, de théâtre et de radio brésilien dont la carrière a commencé à la télévision en 1972.

## Biographie
Nizo Neto est fils de l'humoriste Chico Anysio et de l'actrice Rose Rondelli (pt). En 2012, il a joué dans le programme TV Dercy de Verdade le rôle de son père.
Il est marié avec la psychologue Tatiana Presser, et ils ont deux filles, Isabela et Sofia. Ils travaillent ensemble dans l’émission humoristique Vem Transar Com a Gente.

## Cinéma
- 1980 : Insônia
- 1984 : Johnny Love : Serginho
- 2006 : Bela Noite para Voar : Tenente Estopim
- 2013 : Vendo ou Alugo : Tenente Gomide
- 2014 : Muita Calma Nessa Hora 2 : Otávio Pederneiras

## Stand-Up Comedy
- Comédia em Pé
- 3 Tosterona
- Senta Pra Rir (avec Diogo Portugal)
- Santa Comédia
- Risorama
- Risológico
- Curitiba Comedy Club
- Comedians Club
- Seleção do Humor
- Sindicato da Comédia
- Noites de Parangolé
- Louco é Pouco
- Tarja Branca
- Rodizio do Humor
- Comédia do Sétimo Dia
- Riso de Janeiro - Presentateur
- Humor Sem Censura - Presentateur et directeur
- Comédia a La Carte
- Plantão de Noticias
- Era Só o Que Faltava
- Humor na Caneca (Programa do Jô)
- Lente de Aumento (avec Leandro Hassum)
- Falando a Veras avec Marcos Veras)
- Viradão Carioca 2012/2013
- Falando Sozinho - Interprete et auteur
- Rizo - Interprete et auteur

## Radio
- Vida de Cristo (EMI-Odeon)
- Histórias da Vida (Rádio Globo RJ)
- A Turma da Maré Mansa (Rádio Globo-Tupi)
- Humor para Valer (São Paulo)